# San Acisclo de Vallalta
San Acisclo de Vallalta o Sant Iscle de Vallalta (oficialmente y en catalán: Sant Iscle de Vallalta) es un municipio situado en el interior de la comarca del Maresme, en la provincia de Barcelona, comunidad autónoma de Cataluña, España.

## Símbolos
- El escudo de San Acisclo de Vallalta se define por el siguiente blasón:

«Escudo embaldosado: de argén, un valle de sinople sobremontado de una rosa de gules botonada de oro y barbada de sinople. Por timbre una corona mural de pueblo.»
Fue aprobado el 15 de septiembre de 1993 y publicado en el DOGC el 29 de septiembre del mismo año. El valle es un señal parlante que describe el nombre del término. La rosa es el símbolo de san Acisclo, patrón del pueblo.
- La bandera oficial del municipio se define como:

«Bandera apaisada de proporciones dos de alto por tres de largo, blanca, con la rosa roja botonada de amarillo y barbada de verde del escudo, de diámetro 1/3 de la longitud del paño situada en el segundo tercio vertical a una distancia del borde superior de 1/6 de la altura del mismo paño, y dos triángulo verdes en el bajo.»
Fue publicada en el DOGC el 14 de noviembre de 1994. Los dos triángulos verdes representan un valle, señal parlante alusivo al nombre del municipio. Igual que en el escudo, la rosa viene representada por ser el símbolo de san Acisclo.

## Demografía
San Acisclo de Vallalta cuenta con una población de 1458 habitantes (INE 2024).
| Gráfica de evolución demográfica de San Acisclo de Vallalta entre 1842 y 2021                                       |
| |
| Población de derecho según los censos de población del INE Población de hecho según los censos de población del INE |

## Administración y política
| Periodo   | Nombre                                                            | Partido         |
| --------- | ----------------------------------------------------------------- | --------------- |
| 1979-1983 | Joaquim Roig Ginesta                                              | CiU             |
| 1983-1987 | Joaquim Roig Ginesta                                              | CiU             |
| 1987-1991 | Joaquim Roig Ginesta                                              | CiU             |
| 1991-1995 | Joan Torrent Vives                                                | CiU             |
| 1995-1999 | Joan Torrent Vives (1995-1998) Miquel Sànchez Gallart (1998-1999) | CiU             |
| 1999-2003 | Eduard Turon Mainat                                               | PSC             |
| 2003-2007 | Eduard Turon Mainat                                               | PSC             |
| 2007-2011 | Eduard Turon Mainat                                               | PSC             |
| 2011-2015 | Núria Sans Palau                                                  | CiU             |
| 2015-2019 | Eduard Turon Mainat                                               | SxSI            |
| 2019-2023 | Eduard Turon Mainat                                               | En comú guanyem |